# 岡田仁志
岡田 仁志（おかだ ひとし、1965年（昭和40年） - ）は、日本の社会学者。2000年大阪大学国際公共政策博士を経て、現在は2007年より国立情報学研究所 情報社会相関研究系 准教授。
専門は、国際公共政策、貨幣、通貨、電子マネーおよびその法制度。
日本銀行金融研究所が設置した「中央銀行デジタル通貨に関する法律問題研究会」のメンバーとして報告書の作成に携わる
。

## 略歴
1965年(昭和40年)　誕生 
1988年(昭和63年)　東京大学法学部第一類 卒業  
1989年(平成元年)　東京大学法学部第二類 卒業  
1989年(平成元年)　東京大学法学部第二類 卒業  
1999年(平成11年)　大阪大学大学院国際公共政策研究科 博士後期課程 退学 
2000年(平成12年)　国立情報学研究所 人間・社会情報研究系 助教授 
2004年(平成18年)　総合研究大学院大学 複合科学研究科 情報学専攻 准教授 
2006年(平成18年)　国立情報学研究所 情報社会相関研究系 助教授 
2007年(平成19年)　国立情報学研究所 情報社会相関研究系 准教授

## 著書
- 岡田仁志『リブラ : 可能性、脅威、信認』日本経済新聞出版社、2019年。ISBN 978-4532916602。
- 岡田仁志（分担執筆：第１編 [コラム] 電子マネーから仮想通貨まで）『資金決済法の理論と実務』日本経済新聞出版社、2019年。ISBN 4326403616。
- 岡田仁志『報告書「キャッシュレス社会の進展と金融制度のあり方」』一般社団法人 全国銀行協会、2018年。
- 岡田仁志『決定版 ビットコイン&ブロックチェーン』東洋経済新報社、2018年。ISBN 978-4492681435。
- 岡田仁志, 高橋郁夫, 山崎重一郎(担当:共著)『仮想通貨 『技術・法律・制度』--- ビットコインを解剖する』東洋経済新報社、2019年。ISBN 978-4492681381。